# Le Fousseret
Pour les articles homonymes, voir Fousseret.
Le Fousseret (Le Hosseret en gascon) est une commune française située dans le centre du département de la Haute-Garonne en région Occitanie. Sur le plan historique et culturel, la commune est dans le pays de Comminges, correspondant à l’ancien comté de Comminges, circonscription de la province de Gascogne située sur les départements actuels du Gers, de la Haute-Garonne, des Hautes-Pyrénées et de l'Ariège.
Exposée à un climat océanique altéré, elle est drainée par la Louge, le canal de Saint-Martory, le ruisseau de Peyrane, Canal du Moulin, Les Marticots, le ruisseau de Lonné, le ruisseau le lamesan et par divers autres petits cours d'eau. La commune possède un patrimoine naturel remarquable composé d'une zone naturelle d'intérêt écologique, faunistique et floristique.
Le Fousseret est une commune rurale qui compte 1 875 habitants en 2022, après avoir connu une forte hausse de la population depuis 1975. Elle fait partie de l'aire d'attraction de Toulouse. Ses habitants sont appelés les Fousseretois ou  Fousseretoises.
Le patrimoine architectural de la commune comprend un immeuble protégé au titre des monuments historiques : l'église Saint-Pierre-ès-Liens, inscrite en 2002.

## Géographie

### Localisation

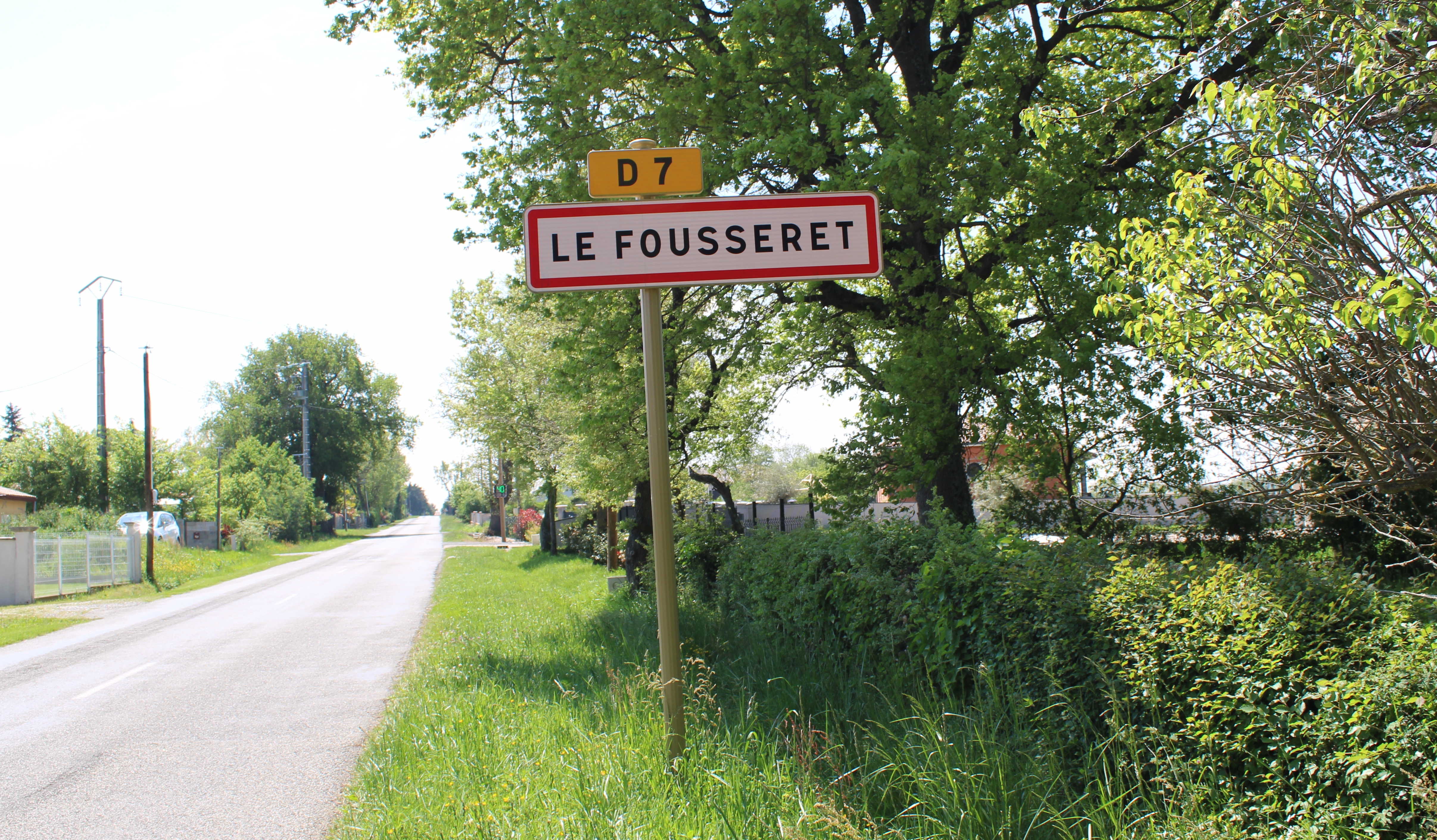
Entrée de la commune.

La commune du Fousseret se trouve dans le département de la Haute-Garonne, en région Occitanie.
Elle se situe à 47 km à vol d'oiseau de Toulouse, préfecture du département, à 29 km de Muret, sous-préfecture, et à 9 km de Cazères, bureau centralisateur du canton de Cazères dont dépend la commune depuis 2015 pour les élections départementales.
La commune fait en outre partie du bassin de vie de Cazères.
Les communes les plus proches sont : 
Marignac-Lasclares (3,8 km), Montoussin (4,5 km), Castelnau-Picampeau (4,7 km), Lavelanet-de-Comminges (5,2 km), Mondavezan (5,4 km), Saint-Élix-le-Château (5,9 km), Gratens (5,9 km), Montégut-Bourjac (6,1 km).
Sur le plan historique et culturel, Le Fousseret fait partie du pays de Comminges, correspondant à l’ancien comté de Comminges, circonscription de la province de Gascogne située sur les départements actuels du Gers, de la Haute-Garonne, des Hautes-Pyrénées et de l'Ariège.
Le Fousseret est limitrophe de neuf autres communes.
Les communes limitrophes sont  Castelnau-Picampeau, Cazères, Gratens, Lavelanet-de-Comminges, Marignac-Lasclares, Mondavezan, Montoussin, Pouy-de-Touges et Saint-Élix-le-Château.
| Castelnau-Picampeau | Pouy-de-Touges | Gratens, Marignac-Lasclares |
| Montoussin          | du Fousseret   | Saint-Élix-le-Château       |
| Mondavezan          | Cazères        | Lavelanet-de-Comminges      |

### Géologie
La superficie de la commune est de 3 831 hectares ; son altitude varie de 238  à   372 mètres.

### Hydrographie

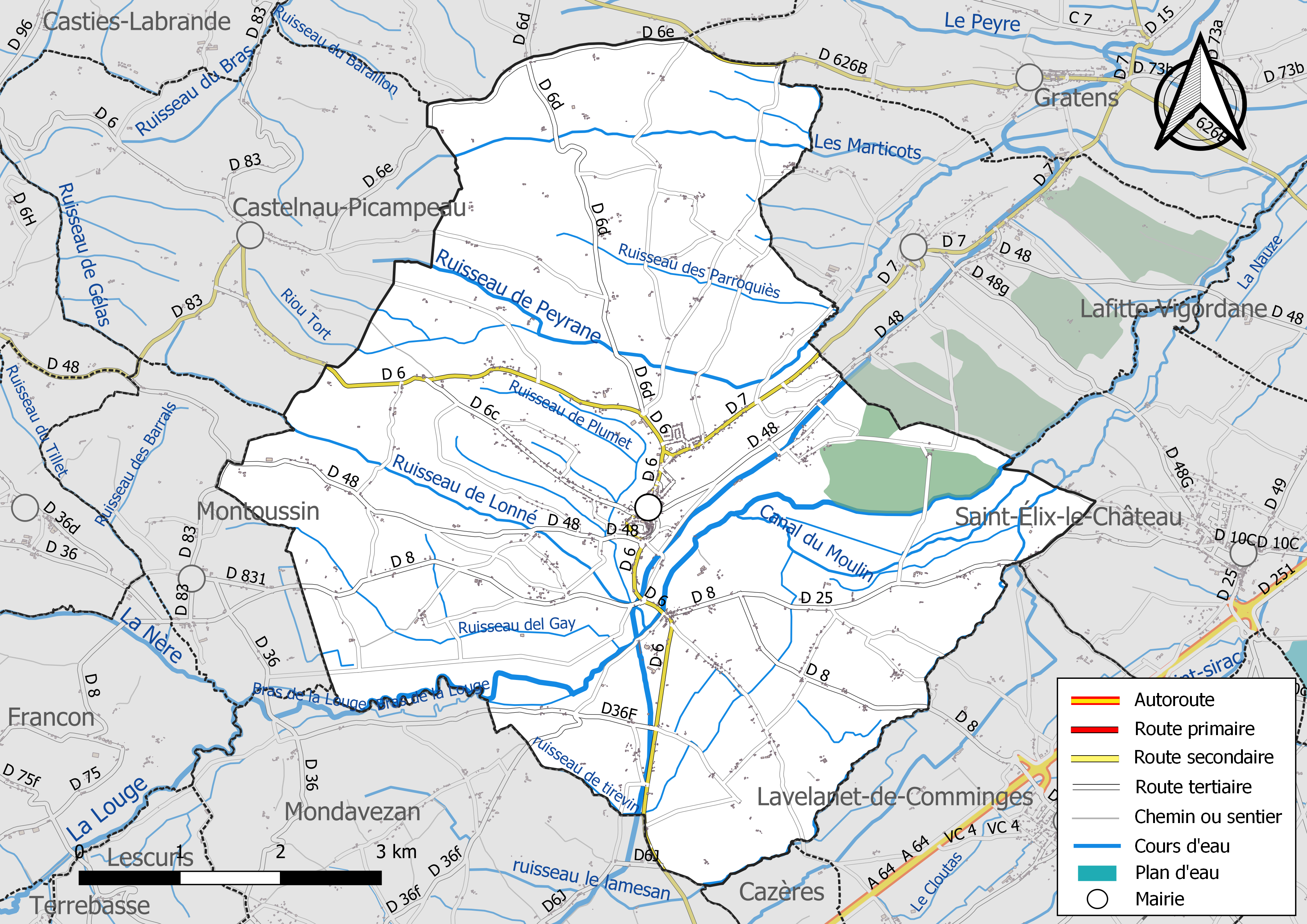
Réseaux hydrographique et routier du Fousseret.

La commune est dans le bassin de la Garonne, au sein du bassin hydrographique Adour-Garonne. Elle est drainée par la Louge, le canal de Saint-Martory, le ruisseau de Peyrane, Canal du Moulin, Les Marticots, le ruisseau de Lonné, le ruisseau le lamesan, un bras de la Louge, un bras de la Louge, un bras de la Louge, un bras du Lamesan, Riou Tort, le ruisseau del Gay, le ruisseau de Plumet, et par divers petits cours d'eau, constituant un réseau hydrographique de 67 km de longueur totale,.
La Louge, d'une longueur totale de 100 km, prend sa source dans la commune de Villeneuve-Lécussan et s'écoule du sud-ouest vers le nord-est. Elle traverse la commune et se jette dans la Garonne à Muret, après avoir traversé 34 communes.
Le canal de Saint-Martory, d'une longueur totale de 71,2 km, prend sa source dans la commune de Saint-Martory et s'écoule du sud-ouest vers le nord-est. Il traverse la commune et se jette dans la Garonne à Toulouse, après avoir traversé 19 communes.
Le ruisseau de Peyrane, d'une longueur totale de 10,9 km, prend sa source dans la commune de Castelnau-Picampeau et s'écoule d'ouest en est. Il traverse la commune et se jette dans la Louge à Gratens, après avoir traversé 4 communes.

### Climat
Pour des articles plus généraux, voir Climat de l'Occitanie et Climat de la Haute-Garonne.
En 2010, le climat de la commune est de type climat du Bassin du Sud-Ouest, selon une étude s'appuyant sur une série de données couvrant la période 1971-2000. En 2020, Météo-France publie une typologie des climats de la France métropolitaine dans laquelle la commune est exposée à un climat océanique altéré et est dans la région climatique Aquitaine, Gascogne, caractérisée par une pluviométrie abondante au printemps, modérée en automne, un faible ensoleillement au printemps, un été chaud (19,5 °C), des vents faibles, des brouillards fréquents en automne et en hiver et des orages fréquents en été (15 à 20 jours).
Pour la période 1971-2000, la température annuelle moyenne est de 12,6 °C, avec une amplitude thermique annuelle de 15,4 °C. Le cumul annuel moyen de précipitations est de 807 mm, avec 9,5 jours de précipitations en janvier et 6 jours en juillet. Pour la période 1991-2020, la température moyenne annuelle observée sur la station météorologique la plus proche, située sur la commune de Palaminy à 9 km à vol d'oiseau, est de 13,2 °C et le cumul annuel moyen de précipitations est de 715,2 mm,. Pour l'avenir, les paramètres climatiques de la commune estimés pour 2050 selon différents scénarios d'émission de gaz à effet de serre sont consultables sur un site dédié publié par Météo-France en novembre 2022.

### Milieux naturels et biodiversité

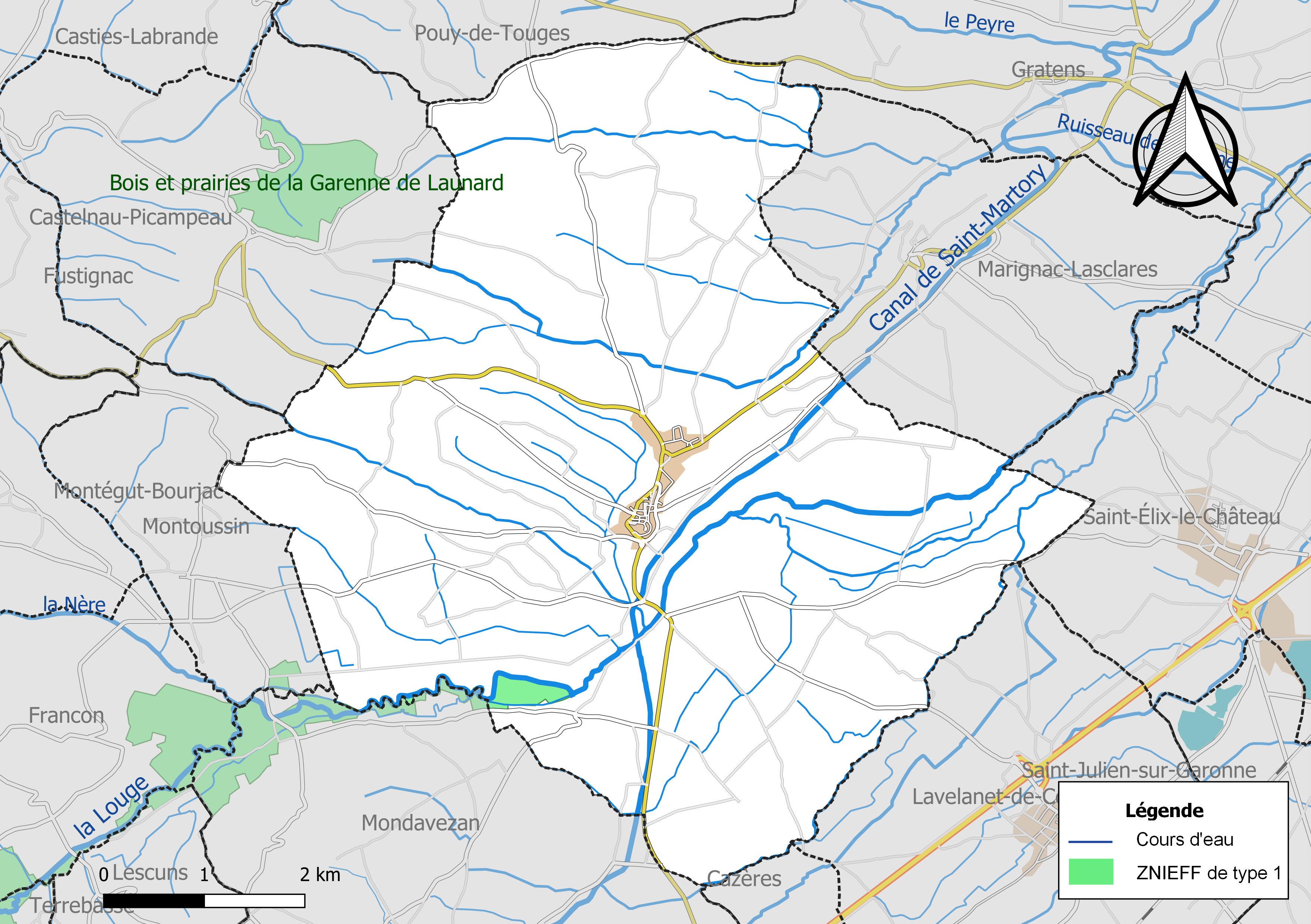
Carte de la ZNIEFF de type 1 localisée sur la commune.

L’inventaire des zones naturelles d'intérêt écologique, faunistique et floristique (ZNIEFF) a pour objectif de réaliser une couverture des zones les plus intéressantes sur le plan écologique, essentiellement dans la perspective d’améliorer la connaissance du patrimoine naturel national et de fournir aux différents décideurs un outil d’aide à la prise en compte de l’environnement dans l’aménagement du territoire.
Une ZNIEFF de type 1 est recensée sur la commune :
les « milieux humides et prairies de fauche de la vallée de la Louge au niveau de la confluence Nère-Louge » (305 ha), couvrant 8 communes du département.

## Urbanisme

### Typologie
Au 1er janvier 2024, Le Fousseret est catégorisée commune rurale à habitat dispersé, selon la nouvelle grille communale de densité à sept niveaux définie par l'Insee en 2022.
Elle est située hors unité urbaine. Par ailleurs la commune fait partie de l'aire d'attraction de Toulouse, dont elle est une commune de la couronne,. Cette aire, qui regroupe 527 communes, est catégorisée dans les aires de 700 000 habitants ou plus (hors Paris),.

### Occupation des sols

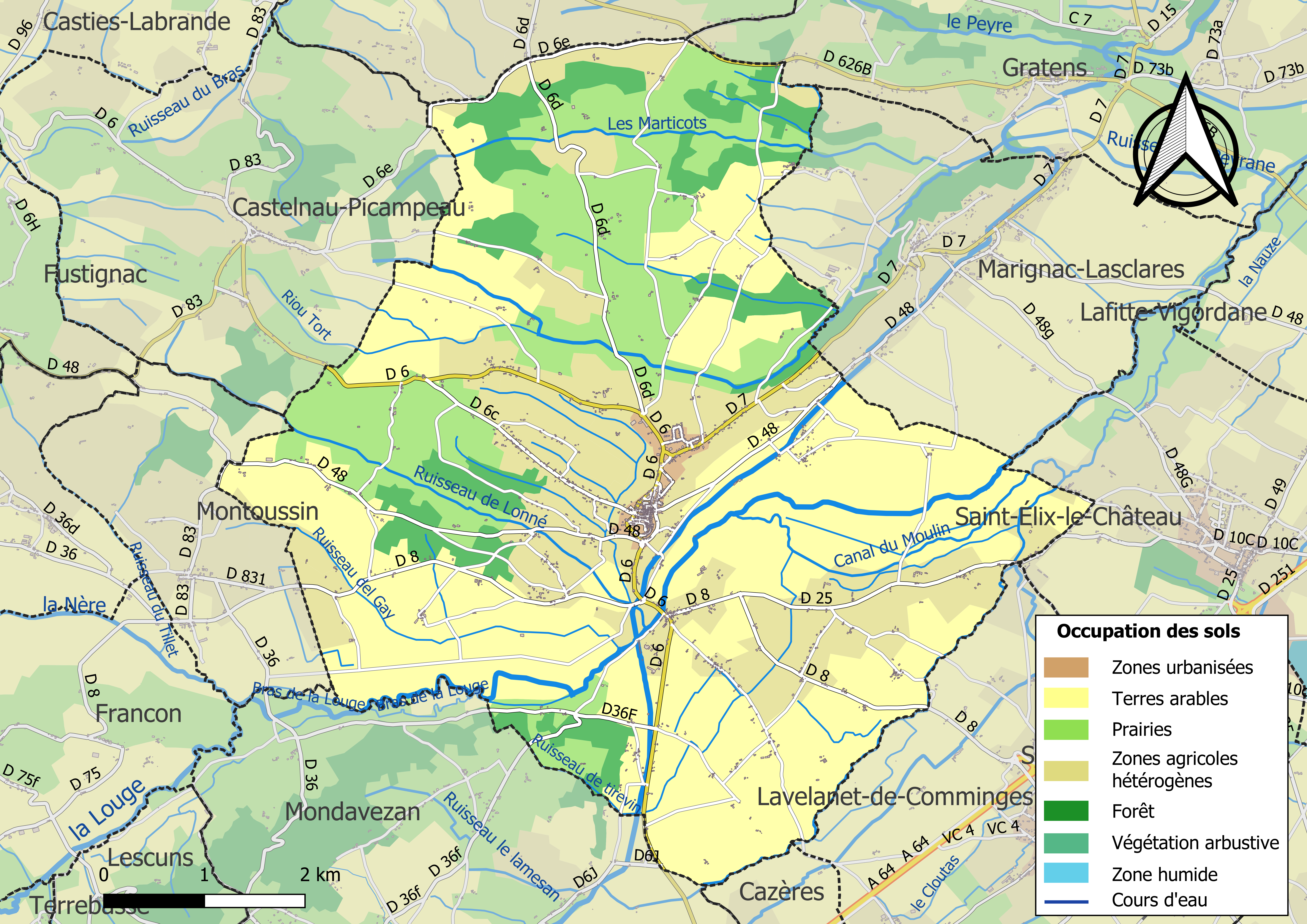
Carte des infrastructures et de l'occupation des sols de la commune en 2018 (CLC).

L'occupation des sols de la commune, telle qu'elle ressort de la base de données européenne d’occupation biophysique des sols Corine Land Cover (CLC), est marquée par l'importance des territoires agricoles (89 % en 2018), en diminution par rapport à 1990 (90,4 %). La répartition détaillée en 2018 est la suivante : 
terres arables (46,9 %), zones agricoles hétérogènes (22,9 %), prairies (19,2 %), forêts (8,9 %), zones urbanisées (2,1 %). L'évolution de l’occupation des sols de la commune et de ses infrastructures peut être observée sur les différentes représentations cartographiques du territoire : la carte de Cassini (XVIIIe siècle), la carte d'état-major (1820-1866) et les cartes ou photos aériennes de l'IGN pour la période actuelle (1950 à aujourd'hui).

### Morphologie urbaine
L'essentiel des constructions est situé sur une colline dominant la vallée de la Louge (village historique).

### Logement
L'urbanisation croissante s'explique par la périurbanisation due à la proximité de Toulouse, Le Fousseret faisant partie de son aire urbaine.

### Voies de communication et transports
La ligne 323 du réseau Arc-en-Ciel relie le centre-ville à la gare de Carbonne, en correspondance avec les TER Occitanie vers Toulouse-Matabiau, la ligne 361 permet de rejoindre la gare routière de Toulouse depuis le centre-ville.

### Risques naturels et technologiques
Le Fousseret est située sur une zone à risque d'inondation limité en bordure de la Louge crue, ainsi qu'aux mouvements de terrain, affaissements et effondrements.
La commune est également concernée par un risque de séisme de 2/5 (faible).

## Toponymie
Le Fousseret tire son nom des ravins ou fossés profonds situés à l’ouest de la cité, du côté du chemin de ronde. Ces fossés ont une direction rectiligne et parallèle, d’où le nom latin « fossae rectae »[réf. souhaitée] qui devint fosoreto.

## Histoire
L’histoire du Fousseret est liée à celle du défrichement progressif de la forêt de Bouconne et de l’installation de champs de culture. C'est une bastide comtale créée en 1247. Les autres centres de population étaient des « sauvetés », territoires de refuge, d’asile et d’immunité pour les serfs fugitifs, les braconniers et les hors la loi.
Le comte de Toulouse Raymond VII acheta les droits du castel aux seigneurs de Noé, Seysses et Orbessan. Son successeur Alphonse de Poitiers transforma le castel en château fort qui fut attaqué en 1355 lors de la chevauchée du Prince noir  mais qui résista aux assauts.
En 1531, les franchises dont jouit Le Fousseret sont confirmées par François Ier.
Au XVIe siècle, la cité fut instituée en baronnie. De nombreux conflits éclatèrent entre seigneurs engagistes et les habitants à propos de l’élection des consuls et de l’exercice de la justice. Au XVIIIe siècle, le château fort est en partie ruiné puis démoli vers 1820, pour laisser place à la promenade du Picon.
À partir du Moyen Âge jusqu'à sa disparition en 1790 pendant la Révolution française, Le Fousseret faisait partie du diocèse de Rieux.

### Les Hospitaliers
L’origine du Fousseret remonte aux Hospitaliers de l'ordre de Saint-Jean de Jérusalem qui, au retour des croisades, créèrent des centres de population principalement entre Saint-Lys et Aurignac.

### Héraldique
| Le Fousseret | Son blasonnement est : De gueules à la croix cléchée, vidée et pommetée de douze pièces d'or, au chef cousu d'azur chargé de trois fleurs de lys aussi d'or. |

## Politique et administration

### Administration municipale
Le nombre d'habitants au recensement de 2011 étant compris entre 1 500 habitants et 2 499 habitants, le nombre de membres du conseil municipal pour l'élection de 2014 est de dix neuf,.

### Rattachements administratifs et électoraux
Commune faisant partie de la huitième circonscription de la Haute-Garonne, de la communauté de communes Cœur de Garonne et du canton de Cazères (avant le redécoupage départemental de 2014, Le Fousseret était le chef-lieu de l'ex-canton du Fousseret et avant le 1er janvier 2017, elle faisait partie de la communauté de communes de la Louge et du Touch).

### Liste des maires
| Période                                  | Période   | Identité             | Étiquette | Qualité    |
| ---------------------------------------- | --------- | -------------------- | --------- | ---------- |
| Les données manquantes sont à compléter. |           |                      |           |            |
| avant 1988                               | ?         | René Bacqué          |           |            |
| mars 1989                                | mars 2001 | Francis Amiel        | PS        | Pharmacien |
| mars 2001                                | mars 2008 | Jean Pierre Ritouret | SE        |            |
| mars 2008                                | mars 2014 | Alain Condis         | PS        |            |
| mars 2014                                | En cours  | Pierre Lagarrigue    | DVG       | Professeur |

## Population et société

### Démographie
L'évolution du nombre d'habitants est connue à travers les recensements de la population effectués dans la commune depuis 1793. Pour les communes de moins de 10 000 habitants, une enquête de recensement portant sur toute la population est réalisée tous les cinq ans, les populations de référence des années intermédiaires étant quant à elles estimées par interpolation ou extrapolation. Pour la commune, le premier recensement exhaustif entrant dans le cadre du nouveau dispositif a été réalisé en 2008.

En 2022, la commune comptait 1 875 habitants, en évolution de −1,21 % par rapport à 2016 (Haute-Garonne : +8,02 %, France hors Mayotte : +2,11 %).
| 1793  | 1800  | 1806  | 1821  | 1831  | 1836  | 1841  | 1846  | 1851  |
| ----- | ----- | ----- | ----- | ----- | ----- | ----- | ----- | ----- |
| 1 407 | 1 400 | 1 739 | 1 928 | 2 115 | 2 068 | 2 046 | 2 167 | 2 271 |

| 1856  | 1861  | 1866  | 1872  | 1876  | 1881  | 1886  | 1891  | 1896  |
| ----- | ----- | ----- | ----- | ----- | ----- | ----- | ----- | ----- |
| 2 220 | 2 197 | 2 226 | 2 113 | 2 122 | 2 284 | 2 219 | 2 052 | 1 989 |

| 1901  | 1906  | 1911  | 1921  | 1926  | 1931  | 1936  | 1946  | 1954  |
| ----- | ----- | ----- | ----- | ----- | ----- | ----- | ----- | ----- |
| 1 840 | 1 769 | 1 748 | 1 568 | 1 557 | 1 524 | 1 434 | 1 393 | 1 327 |

| 1962  | 1968  | 1975  | 1982  | 1990  | 1999  | 2006  | 2008  | 2013  |
| ----- | ----- | ----- | ----- | ----- | ----- | ----- | ----- | ----- |
| 1 410 | 1 460 | 1 412 | 1 375 | 1 370 | 1 434 | 1 572 | 1 611 | 1 838 |

| 2018  | 2022  | - | - | - | - | - | - | - |
| ----- | ----- | - | - | - | - | - | - | - |
| 1 896 | 1 875 | - | - | - | - | - | - | - |

| selon la population municipale des années : | 1968 | 1975 | 1982 | 1990 | 1999 | 2006 | 2009 | 2013 |
| Rang de la commune dans le département      | 258  | 342  | 390  | 358  | 388  | 394  | 377  | 364  |
| Nombre de communes du département           | 592  | 582  | 586  | 588  | 588  | 588  | 589  | 589  |

### Service public
Le Fousseret possède un service départemental d'incendie et de secours, une gendarmerie, une poste.

### Enseignement
L'éducation est assurée sur la commune jusqu'au collège Pierre et Marie Curie. Le Fousseret fait partie de l'académie de Toulouse.

### Santé
Médecins généralistes, pharmacie, infirmiers, maison de retraite, clinique vétérinaire,

### Culture
Comité des fêtes, fête locale 1er week-end d'août, danse, peinture, musique, théâtre,

### Activités sportives
Le basket-club fousseretois. Pétanque, football, chasse, tennis, rugby à XV...

### Écologie et recyclage
La collecte et le traitement des déchets des ménages et des déchets assimilés ainsi que la protection et la mise en valeur de l'environnement se font dans le cadre de la communauté de communes de la Louge et du Touch.
Une déchèterie est présente sur la commune route de Gratens.

## Économie

### Revenus
En 2018  (données Insee publiées en septembre 2021), la commune compte 733 ménages fiscaux, regroupant 1 781 personnes. La médiane du revenu disponible par unité de consommation est de 21 190 € (23 140 € dans le département).

### Emploi
|                | 2008  | 2013  | 2018  |
| -------------- | ----- | ----- | ----- |
| Commune        | 7 %   | 7,3 % | 7,3 % |
| Département    | 7,7 % | 9,6 % | 9,3 % |
| France entière | 8,3 % | 10 %  | 10 %  |

En 2018, la population âgée de 15 à 64 ans s'élève à 1 089 personnes, parmi lesquelles on compte 78,4 % d'actifs (71,2 % ayant un emploi et 7,3 % de chômeurs) et 21,6 % d'inactifs,. Depuis 2008, le taux de chômage communal (au sens du recensement) des 15-64 ans est inférieur à celui de la France et du département.
La commune fait partie de la couronne de l'aire d'attraction de Toulouse, du fait qu'au moins 15 % des actifs travaillent dans le pôle,. Elle compte 604 emplois en 2018, contre 528 en 2013 et 454 en 2008. Le nombre d'actifs ayant un emploi résidant dans la commune est de 799, soit un indicateur de concentration d'emploi de 75,6 % et un taux d'activité parmi les 15 ans ou plus de 57,3 %.
Sur ces 799 actifs de 15 ans ou plus ayant un emploi, 221 travaillent dans la commune, soit 28 % des habitants. Pour se rendre au travail, 84 % des habitants utilisent un véhicule personnel ou de fonction à quatre roues, 3,6 % les transports en commun, 4 % s'y rendent en deux-roues, à vélo ou à pied et 8,5 % n'ont pas besoin de transport (travail au domicile).

### Activités hors agriculture

#### Secteurs d'activités
177 établissements sont implantés  au Fousseret au 31 décembre 2019. Le tableau ci-dessous en détaille le nombre par secteur d'activité et compare les ratios avec ceux du département,.
| Secteur d'activité                                                                                        | Commune | Commune | Département |
| Secteur d'activité                                                                                        | Nombre  | %       | %           |
| --- | ------- | ------- | ----------- |
| Ensemble                                                                                                  | 177     | 100 %   | (100 %)     |
| Industrie manufacturière, industries extractives et autres                                                | 25      | 14,1 %  | (5,7 %)     |
| Construction                                                                                              | 24      | 13,6 %  | (12 %)      |
| Commerce de gros et de détail, transports, hébergement et restauration                                    | 38      | 21,5 %  | (25,9 %)    |
| Information et communication                                                                              | 4       | 2,3 %   | (4,1 %)     |
| Activités financières et d'assurance                                                                      | 7       | 4 %     | (3,8 %)     |
| Activités immobilières                                                                                    | 4       | 2,3 %   | (4,2 %)     |
| Activités spécialisées, scientifiques et techniques et activités de services administratifs et de soutien | 22      | 12,4 %  | (19,8 %)    |
| Administration publique, enseignement, santé humaine et action sociale                                    | 34      | 19,2 %  | (16,6 %)    |
| Autres activités de services                                                                              | 19      | 10,7 %  | (7,9 %)     |

Le secteur du commerce de gros et de détail, des transports, de l'hébergement et de la restauration est prépondérant sur la commune puisqu'il représente 21,5 % du nombre total d'établissements de la commune (38 sur les 177 entreprises implantées  au Le Fousseret), contre 25,9 % au niveau départemental.

#### Entreprises et commerces
L'agriculture basée sur la culture de céréales (maïs, blé ...) occupe une place importante mais tendent à diminuer en faveur de zones résidentielles liées à la proximité de l'agglomération toulousaine puisque étant dans son aire urbaine.

### Agriculture
La commune est dans les « Coteaux de Gascogne », une petite région agricole occupant une partie ouest du département de la Haute-Garonne, constitué d'un relief de cuestas et de vallées peu profondes, creusés par les rivières issues du massif pyrénéen, avec une activité de polyculture et d’élevage. En 2020, l'orientation technico-économique de l'agriculture  sur la commune est la polyculture et/ou le polyélevage.
|               | 1988  | 2000  | 2010  | 2020  |
| ------------- | ----- | ----- | ----- | ----- |
| Exploitations | 96    | 68    | 46    | 41    |
| SAU (ha)      | 2 993 | 2 873 | 2 623 | 2 447 |

Le nombre d'exploitations agricoles en activité et ayant leur siège dans la commune est passé de 96 lors du recensement agricole de 1988  à 68 en 2000 puis à 46 en 2010 et enfin à 41 en 2020, soit une baisse de 57 % en 32 ans. Le même mouvement est observé à l'échelle du département qui a perdu pendant cette période 57 % de ses exploitations,. La surface agricole utilisée sur la commune a également diminué, passant de 2 993 ha en 1988 à 2 447 ha en 2020. Parallèlement la surface agricole utilisée moyenne par exploitation a augmenté, passant de 31 à 60 ha.

## Culture locale et patrimoine

### Lieux et monuments
- Église Saint-Pierre-ès-Liens du Fousseret inscrite aux monuments historiques depuis le 31 juillet 2002[42].
- Monument aux morts.
- Statue de la Vierge à l'Enfant
- Halle

### Galerie

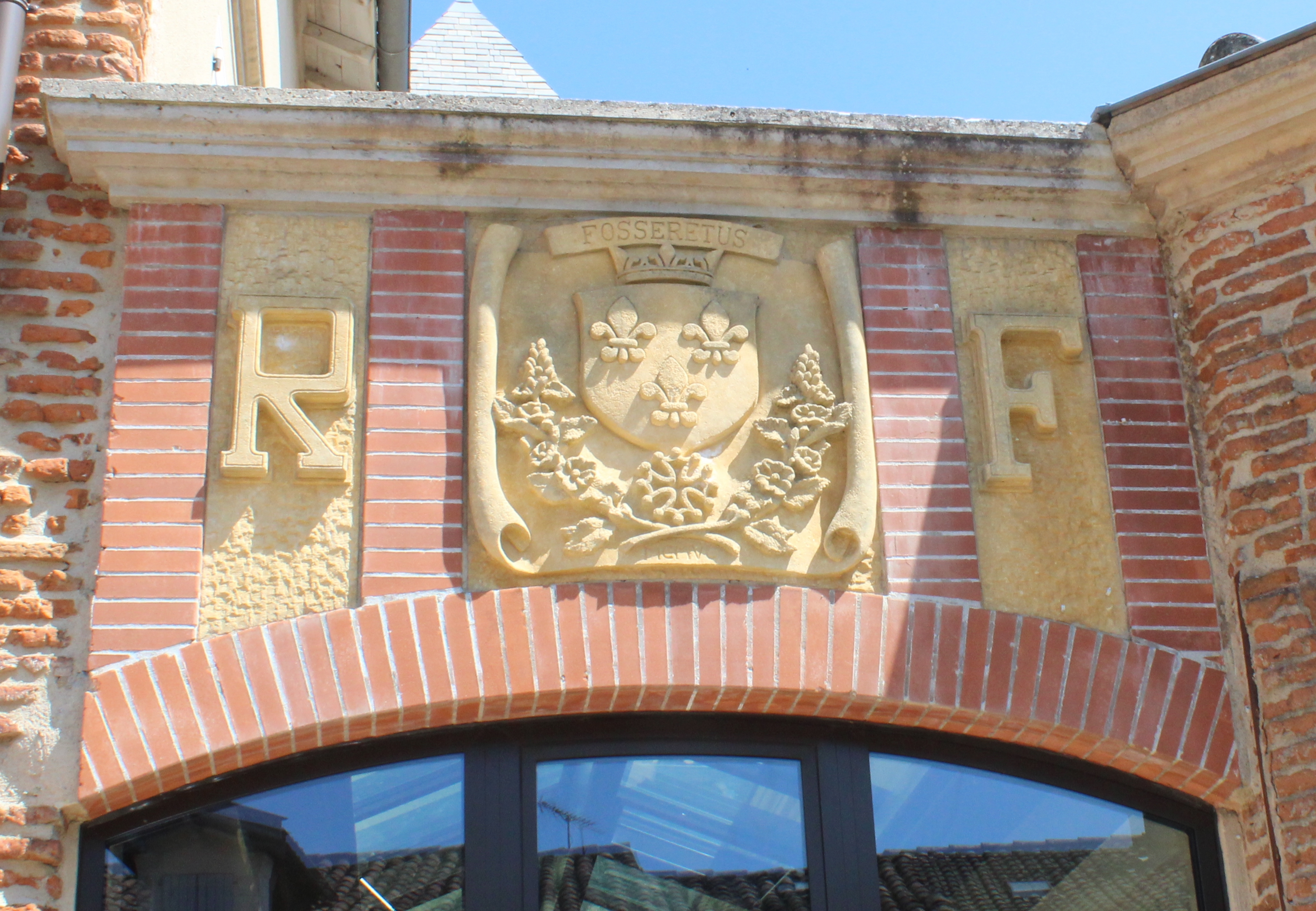
Le blason de la commune sculpté sur la mairie.
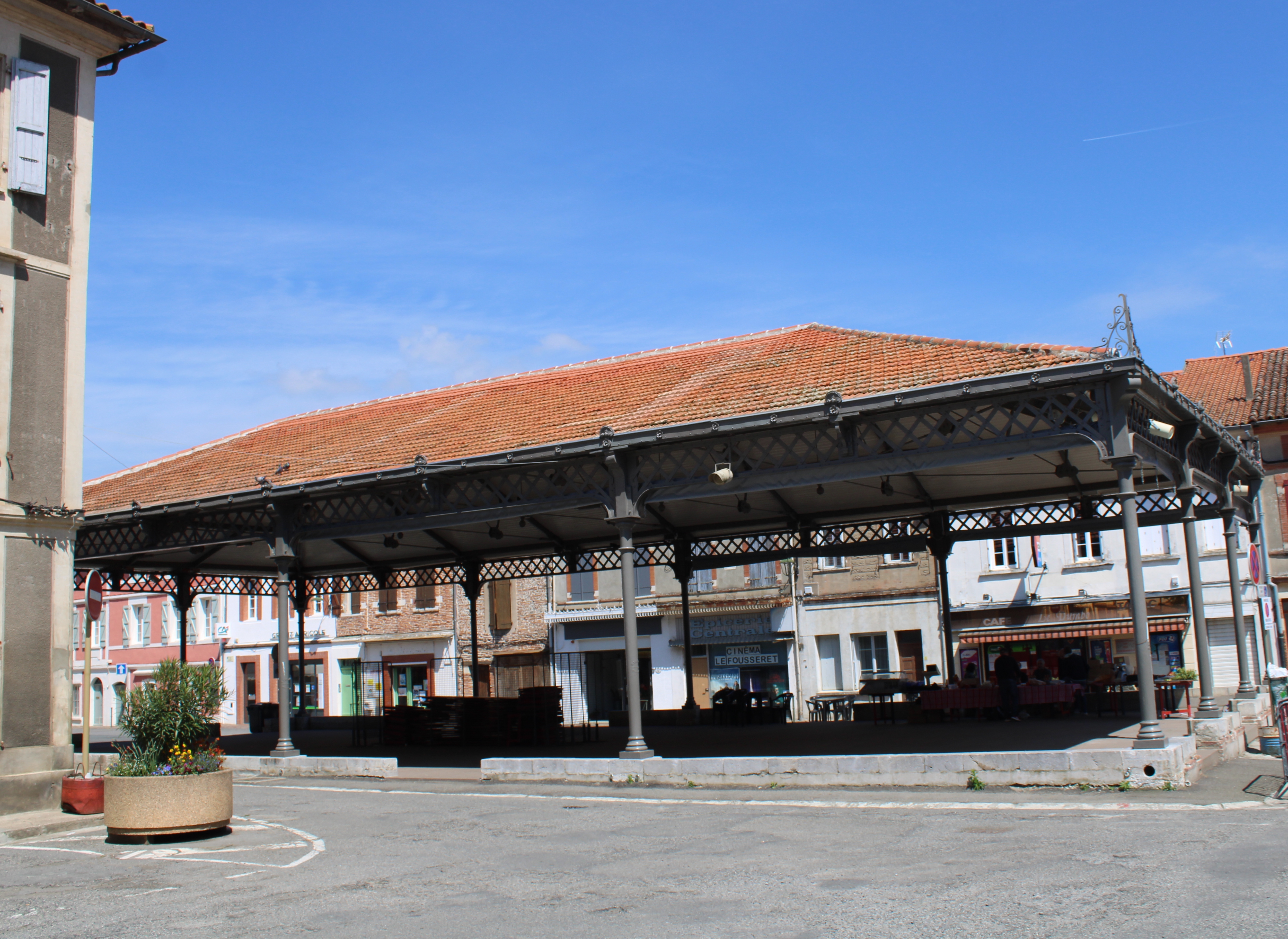
Les halles.
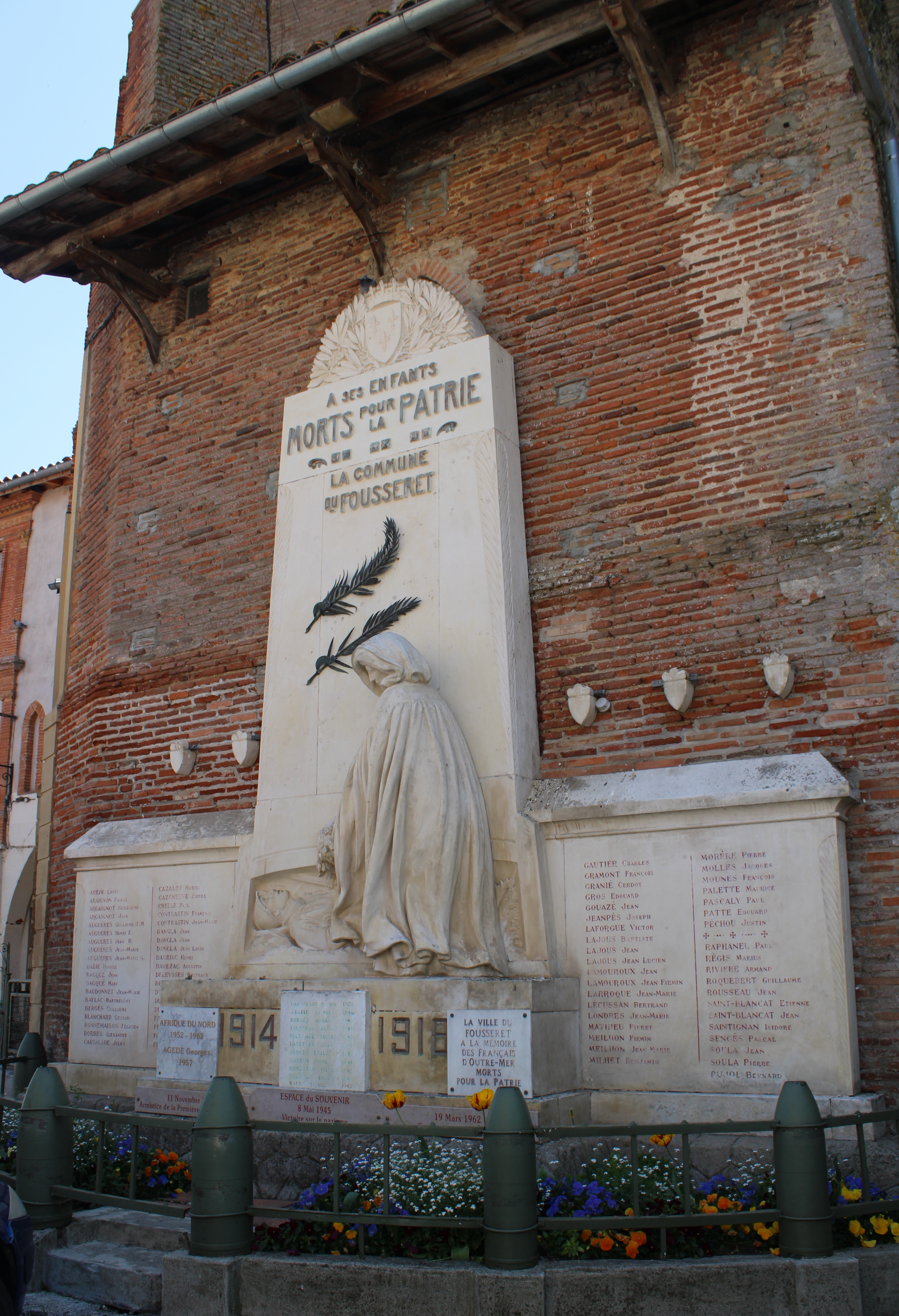
Le monument aux morts.
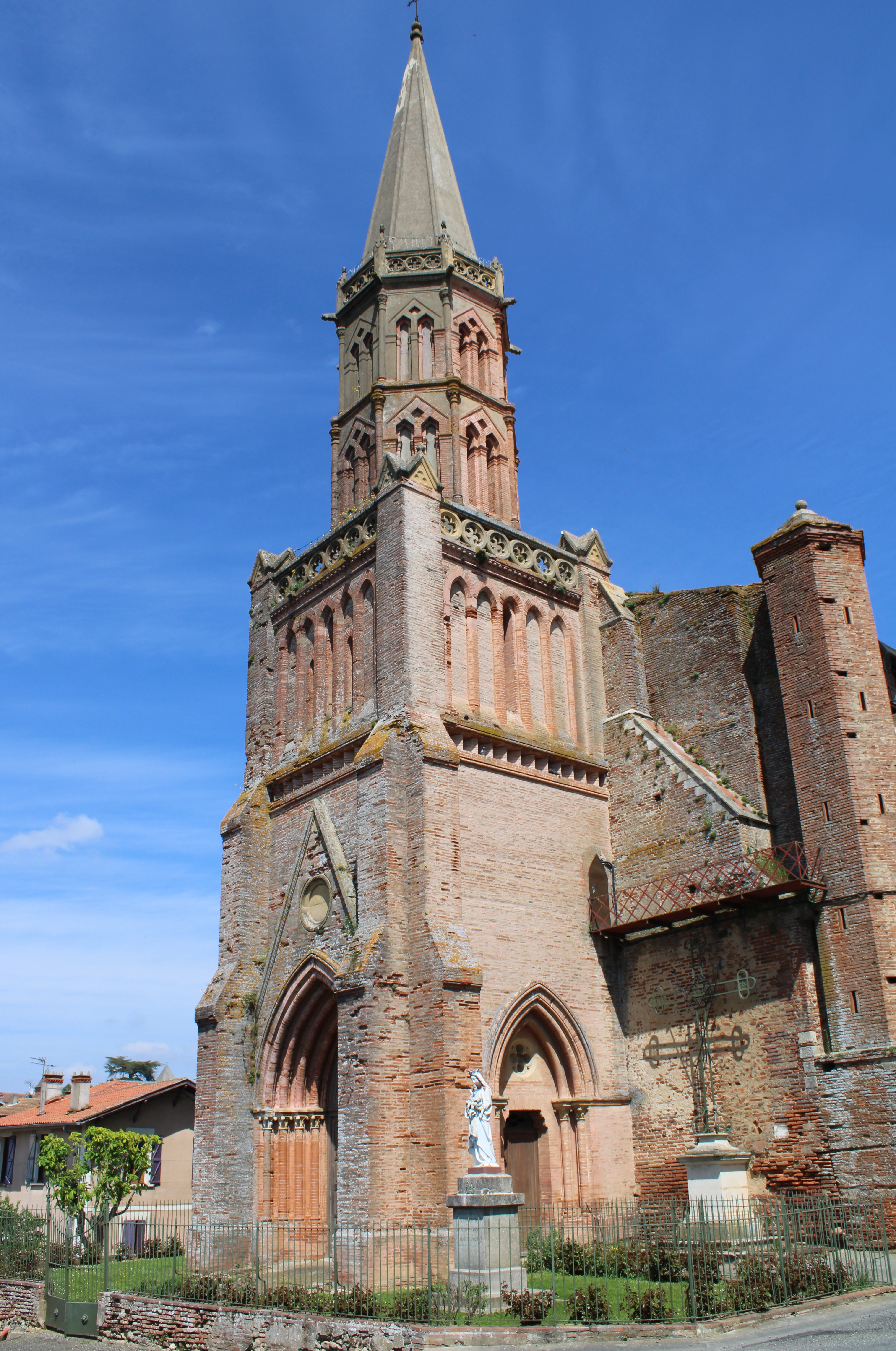
L'église Saint-Pierre-ès-Liens.

### Personnalités liées à la commune
- Roch-Ambroise Cucurron Sicard (1742-1822), né au Fousseret, surnommé l'abbé Sicard, ouvrit l'école des sourds-muets de Bordeaux en 1786. En 1789, il devient le premier directeur de l'Institution nationale des sourds-muets créée par l'abbé de l'Épée. Une statue est édifiée en son honneur dans la promenade du Picon.
- Carel Visser, sculpteur, mort sur la commune.

## Pour approfondir